# Котяче фортепіано

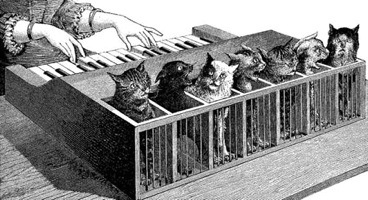
La Nature, 1883

Котяче фортепіано (нім. Katzenklavier) — багатоголосий музичний інструмент, різновид фортепіано, в якому замість механічної частини використані живі коти .

## Історія

### Перше використання
Перше використання цього інструменту описано французьким письменником Жаном-Батистом Веккерліном (1821–1910) в його книзі  Musiciana, extraits d'ouvrages rare ou bizarre  («Музиціана, уривки з твору про рідкісні або дивні винаходи») (1887):

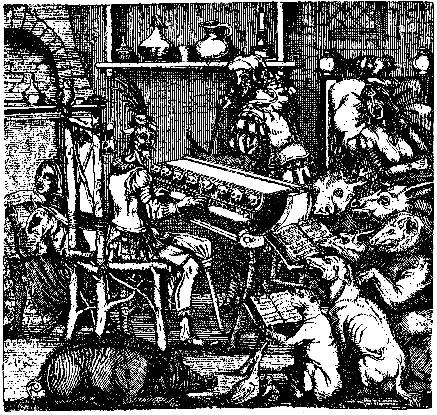
з Ж.-Б. Веккерліна

Коли король Іспанії Філіп II відвідував свого батька імператора Карла V в Брюсселі в 1549, обидва бачили радість один одного при вигляді абсолютно надзвичайною процесії …
Найцікавішим був віз, який грав найбільш дивну музику, яку тільки можна уявити. У ньому був ведмідь, який грав на органі; замість труб, було 16 (за іншими даними — 20) котячих голів, кожна була пов'язана з його корпусом, хвости стирчали назовні і були проведені, як струни піаніно — якщо натискали клавішу на клавіатурі, відповідний хвіст сильно смикали, і кіт кожен раз жалісливо нявчав. Історик Хуан Крістобаль Кальвета де Естрелья зазначав, що кішки були організовані належним чином, по октавах.

 … 

Цей жахливий оркестр розмістився в театрі, де мавпи, вовки, олені та інші тварини танцювали під звуки цієї пекельної музики. .

### Конструкція Атанасіуса Кірхера. Інші згадки

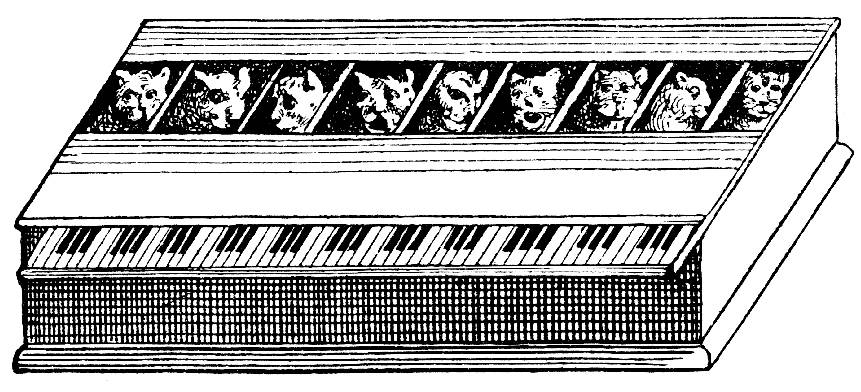
Інструмент конструкції Атанасіуса Кірхера

Цей же інструмент, можливо, власної незалежної конструкції описав А. Кірхер. Згідно з деякими джерелами, ідея його створення могла бути заснована на більш ранніх згадках. Спочатку це «фортепіано», ймовірно, було тільки сатирою, і навряд чи воно коли-небудь існувало насправді, хоча за іншими джерелами автор використовував його для лікування якогось принца. Відомо, що його праці, незважаючи на величезний його розум, не відрізнялися великий критичністю до подій. До слова, якщо Веккерлін називав його «органом», інструмент Кірхера варто було б називати «клавікорд», тому що, по-перше, власне фортепіано ще до того часу не винайшли, а по-друге, він ближче до клавікорду по конструкції. Також примітно те, що до нас опис його інструменту дійшов не в його творі «Загальна музична справа» (лат. «Musurgia universalis») (1650), що було б логічно і як думають багато хто, а в праці (1657) його учня Г. Скотта.
З інших великих учених того часу його описував Міхаель Валентіні.
Також відомо про Ландграфа Карлі Гессенського (правив 1677–1730), що винайшов подібний прилад. Чотирнадцять котів різного віку і різних розмірів замкнули в коробку, щоб кожен сидів окремо з висунутим хвостом.
Ж.-Б. Веккерлін стверджував, що їх використовували в 1753 році в Сен-Жермен-ан-Ле і 1773 в Празі.

## Улаштування
Котяче фортепіано, описане А. Кірхером, складається з ланцюга (7-9) кішок, зафіксованих разом, а їх хвости витягнуті під клавіатуру. Коти з різним по висоті тону нявчанням поміщалися в спеціально створені для цього клітини-комірки. Хвости були прив'язані під клавішами, в результаті чого тварини вили від болю при натисканні на них. Важіль або мав невелике вістря на кінці, або тягнув кота за хвіст.

## Медичний вплив
Вперше медичне вживання інструменту запропонував вищезгаданий Кірхер для лікування меланхолії (у сучасній МКХ-10 — депресія) у якогось італійського принца, чиє ім'я не збереглося, що був у дуже напруженому стані .. За описом сучасного вченого Томаса Хонкінса (1994), це відбувалося так:

Щоб підняти дух італійського принца, обтяжений турботами його положення, музикант спорудив для нього котяче фортепіано. Музикант вибрав котів, чиї природні голоси були різних тонів … Що ж ще могло допомогти, як не сміх від такої музики? — І так розбудили принца від меланхолії.

Інструмент також був описаний німецьким лікарем І. Х. Рейлі, що хотів його використовувати з метою лікування хворих на «постійну задумливість», які втратили здатність сконцентрувати свою увагу. Він вважав, що якщо вони будуть змушені на нього дивитися і слухати його, це неминуче приверне увагу і вони будуть вилікувані. Пацієнти були б змушені сидіти обличчям до фортепіано і дивитися тільки на нього. Однак на практиці жодного разу інструмент Рейлі так і не використав.
Незважаючи на це, сама його ідея дуже показова. По-перше, він ознаменовує кардинальну зміну ставлення до психічно хворих. Замість колишнього знущання і жорстокості наставала епоха примітивної, але психотерапії. По-друге, тут видно й іншу тенденцію. У Німеччині почали відкриватися заклади, подібні психіатричній лікарні Зонненштейн. Так почалося активне лікування психозів, про який мріяв Рейлі.

## Оцінки
Про подібні явища того часу один з найвпливовіших психіатрів Г. Ф. А. Дамеров пише:

Механічні способи не позбавлені великого історичного інтересу, так як, безсумнівно, потрібно було пройти цей досвід чисто фізичного впливу на явища божевілля. Але тепер навіть прихильники ніби стали байдужі до таких заходів. Зрозуміло, з часом все це буде замінено чимось кращим і, можливо, після століть наші апарати будуть демонструватися в музеях і викликати здивування у майбутніх поколінь.

## Відображення в сучасній культурі
Котяче фортепіано згадується в романі Шарля де Костера «Легенда про Тіля Уленшпігеля і Ламма Гудзаке, їхні пригоди — забавних, відважних і славетних у Фландрії та інших країнах» (1867 г.). На ньому грав іспанський король Філіп II.
У скетчі комік-трупи Monty Python «Musical Mice» (епізод «Sex & Violence», 1969 р) показаний музичний інструмент «мишачий орган»: в розділену на секції коробку поміщені білі миші, які пищать в різній тональності; винахідник інструменту Артур Йюінг бив по мишам киянками і отримував мелодію. Пізніше цей скетч фігурував у фільмі «А тепер щось зовсім інше» (1971 г.)
У 105-му епізоді «the Muppet Show» (1976 г.) персонаж Марвін Саггз вперше демонструє публіці музичний інструмент «muppaphone», робочу частину якого складають рожеві і помаранчеві живі хутряні кульки. Саггз бив по них киянкою, витягуючи мелодію популярної пісні «Lady of Spain». Маппафон пізніше фігурував у кількох епізодах шоу.
У художньому фільмі «Пригоди барона Мюнхгаузена» (1988 р.) режисера Террі Гілліама (також колишнього учасника трупи Monty Python) турецький султан демонструє барону Мюнгхаузену гру на музичному інструменті, що являє собою клітку з замкнутими в ній бранцями; під час гри різні інструменти тортур завдавали в'язням біль і ті кричали, вторячи мелодії.
У художньому фільмі «Розпусник» (2000 р) режисера Габріеля Агійона один з героїв демонструє публіці свинячий орган (в інших варіантах перекладу «свинопьяно»).
В 2009 році студія  The People's Republic Of Animation  випустила короткометражний анімаційний фільм «Котяче фортепіано» ( The Cat Piano ). Події фільму відбуваються у вигаданому місті, населеному антропоморфними кішками, в якому несподівано починають пропадати музиканти. Винуватцем виявляється якась людина, що вирішила зробити котяче фортепіано. Фільм був удостоєний декількох кінонагород, а також увійшов до шортлиста кінопремії «Оскар».